# Ángel Román Idígoras
Ángel Román Idígoras (* 30. Juni 1968 in Madrid) ist ein spanischer römisch-katholischer Geistlicher und Bischof von Albacete.

## Leben
Ángel Román Idígoras erwarb zunächst an der Universität Complutense Madrid einen pädagogischen Hochschulabschluss. An der kirchlichen Hochschule für Theologie, der späteren Universidad Eclesiástica San Dámaso in Madrid absolvierte er das Theologiestudium. Einen weiteren Abschluss in Soziologie erwarb er an der Päpstlichen Universität Salamanca. Am 24. April 1994 empfing er durch Bischof Manuel Ureña Pastor das Sakrament der Priesterweihe für das Bistum Alcalá de Henares.
Nach der Priesterweihe war er neben Aufgaben in der Pfarrseelsorge unter anderem ab 2002 Leiter des Diözesanamts für Statistik und Soziologie des Bistums Alcalá de Henares. 2007 wurde er Mitglied des Priesterrates und Diözesandirektor der Katholischen Aktion sowie Mitglied des Konsultorenkollegiums. 2021 wurde er Gefängnisseelsorger am Gefängnis Madrid VII in Estremera und 2023 erneut Mitglied des Priesterrates. 2024 wurde er zum Bischofsvikar für den zentralen Bereich des Bistums und zum Mitglied des diözesanen Wirtschaftsrates ernannt.
Papst Franziskus ernannte ihn am 6. März 2025 zum Bischof von Albacete.  Der Erzbischof von Toledo, Francisco Cerro Chaves, spendete ihm am 3. Mai desselben Jahres in der Kathedrale von Albacete die Bischofsweihe. Mitkonsekratoren waren der Bischof von Segovia, Jesús Vidal Chamorro, und der Bischof von Alcalá de Henares, Antonio Prieto Lucena.